# Fukui Koki
Koki Fukui (sinh ngày 4 tháng 11 năm 1995) là một cầu thủ bóng đá người Nhật Bản.

## Sự nghiệp câu lạc bộ
Koki Fukui đã từng chơi cho FC Machida Zelvia.